# F. J. Duarte
Francisco Javier "Frank" Duarte é um físico, inventor e autor de vários livros sobre laser de corante, lasers sintonizáveis., e óptica quântica.